# Croton sonderianus
Croton sonderianus är en törelväxtart som beskrevs av Johannes Müller Argoviensis. Croton sonderianus ingår i släktet Croton och familjen törelväxter. Inga underarter finns listade i Catalogue of Life.

## Bildgalleri

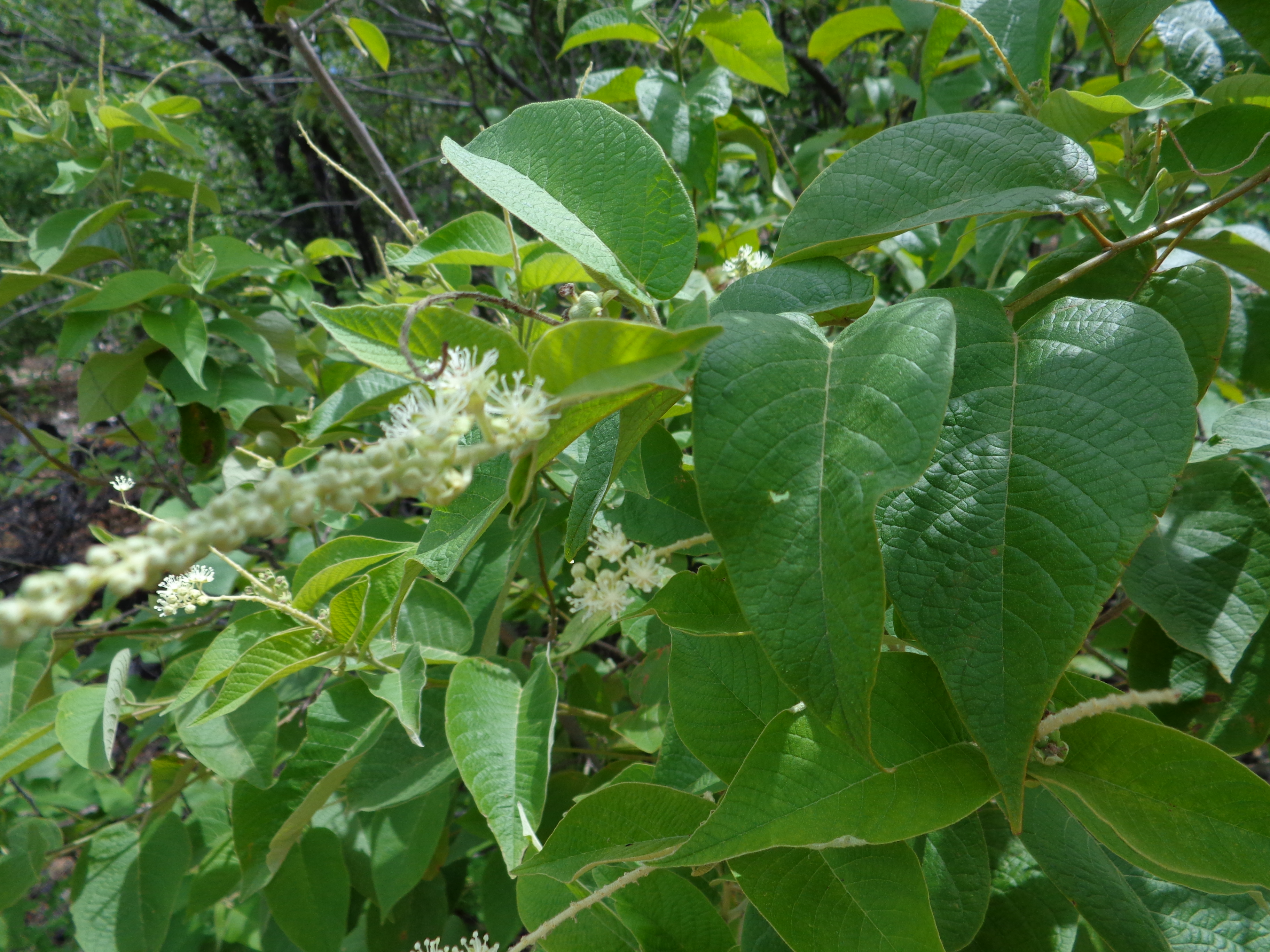
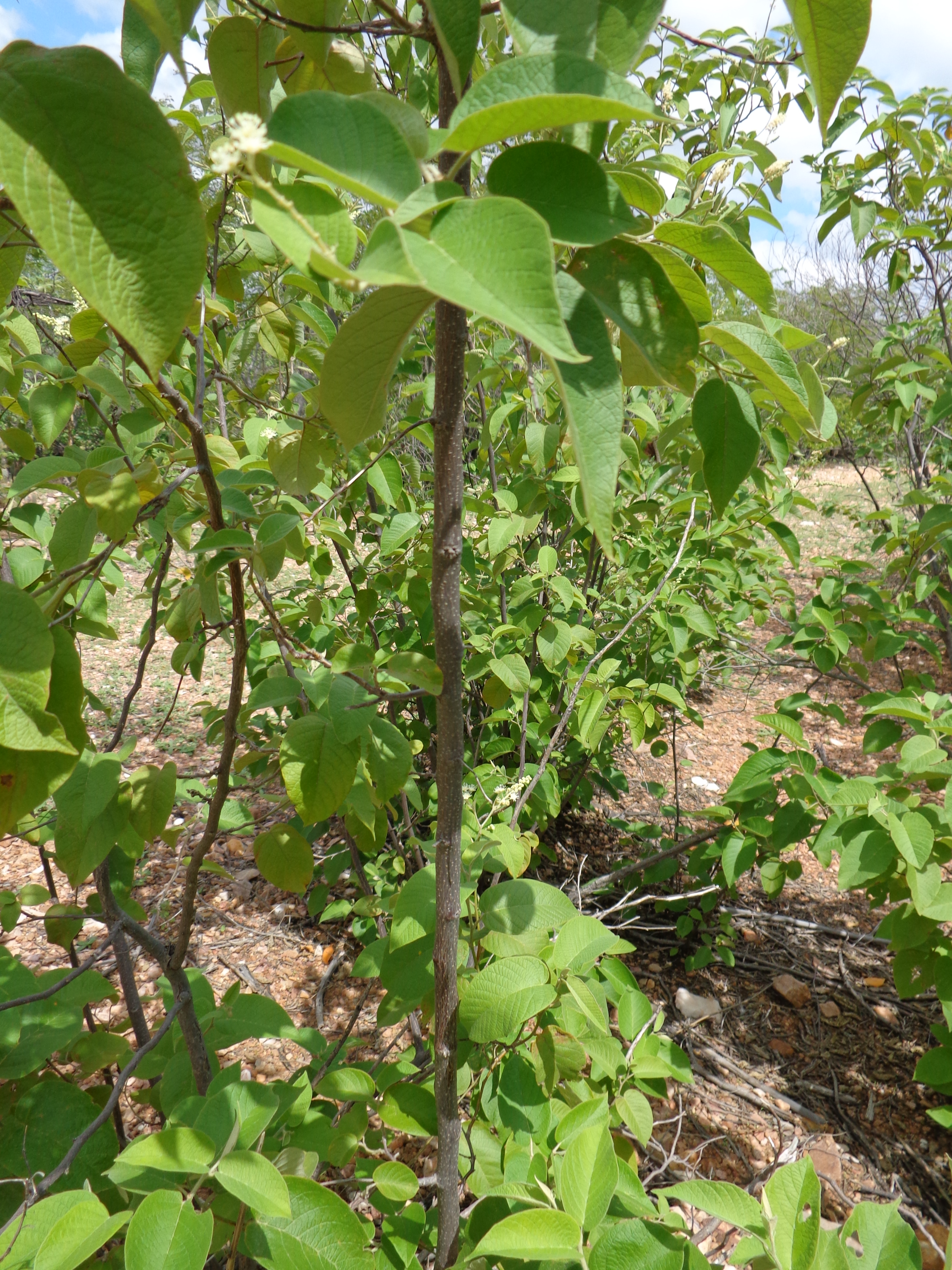